# Посольство Великобритании в Японии
Посольство Великобритании в Японии (англ. British Embassy, Tokyo, яп. 駐日英国大使館) — главная дипломатическая миссия Великобритании в Японии, расположенная в столице Японии Токио. Комплекс посольства площадью около 35 тыс. м2 расположен к западу от Императорского дворца и отделён от него рвом.

## Деятельность посольства
Посольство Великобритании играет поддерживающую роль в отношениях между Японией и Соединённым Королевством. Оно занимается политическим, экономическим и культурным взаимодействием между двумя странами, а также предлагает визовые услуги японцам и другим гражданам в Японии. При необходимости оно предоставляет свои ресурсы примерно для 16 тыс. граждан Великобритании в Японии.
Кроме этого, Великобритания также представлена Генеральным консульством в Осаке, которое подчиняется посольству в Токио.

## История

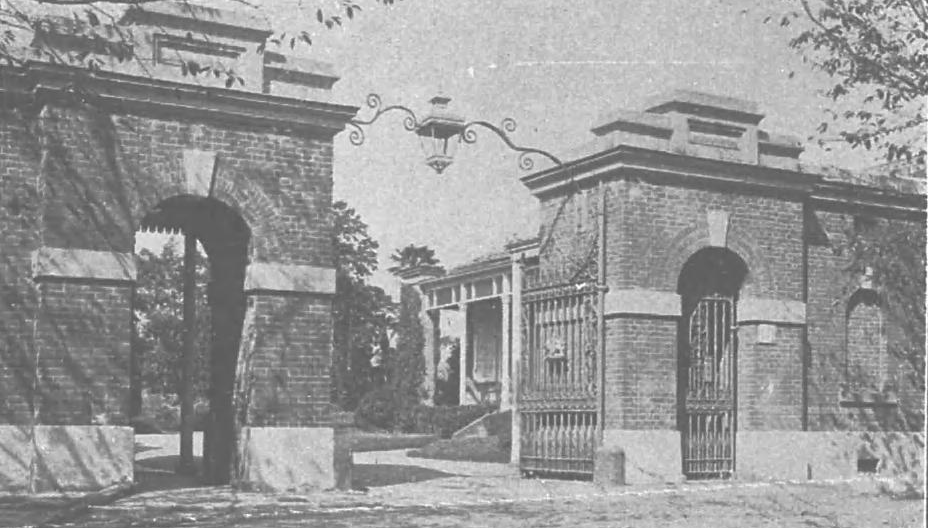
Кирпичные ворота Посольства Великобритании (1912)

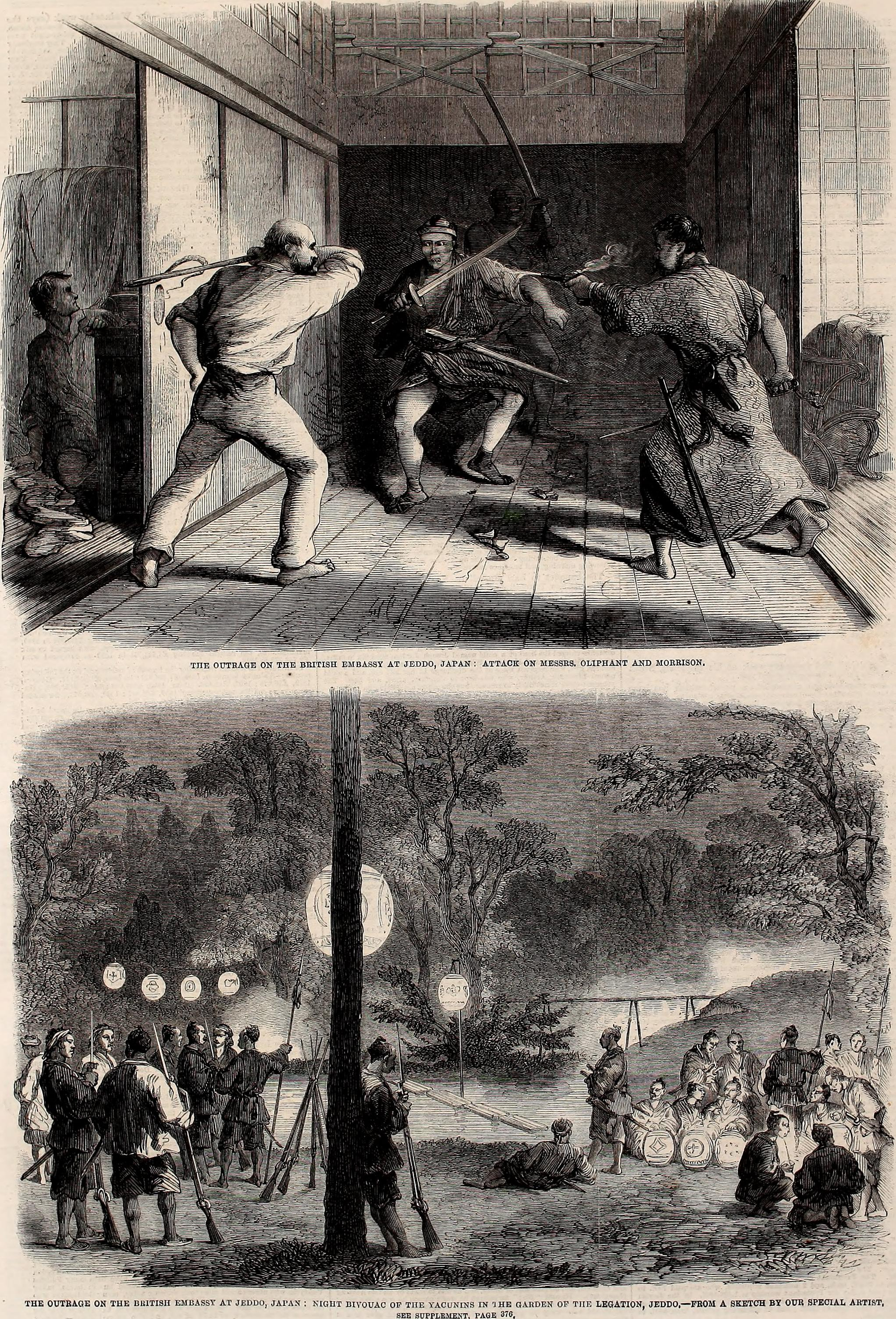
Нападение на британское посольство в 1861 году

Великобритания установила дипломатические отношения с сёгунатом Токугава в 1858 году. Первая британская дипломатическая миссия была открыта в храме Тодзэндзи, Таканава, Эдо (ныне старая часть Токио) в 1859 году. Резерфорд Алкок, тогдашний генеральный консул, был назначен министром.
Из-за нападений на Британскую миссию в 1861 и 1862 годах она была переведена в Иокогаму. 31 января 1863 года Такасуги Синсаку возглавил отряд и поджёг строительную площадку для нового здания дипломатической миссии в Готеньяме, Синагава, как часть политического движения Сонно Дзёи («Да здравствует Император, долой варваров!»), что сделало место непригодным для использования.
Ввиду неудобства, вызванного большим расстоянием между Иокогамой и столицей, министр сэр Гарри Смит Паркс использовал храм Сэнгакудзи в Эдо в качестве временного офиса. Чтобы найти место для постоянного использования посольством, Паркс осмотрел несколько владений, оставленных даймё в результате отмены системы доменов, и получил необходимую землю в пятом месяце 1872 года. Посольство в Итибан-тё, построенное в декабре 1874 года, представляло собой здание из красного кирпича, спроектированное ирландским инженером и архитектором Томасом Уотерсом, также известным своей перестройкой Гиндзы в «Кирпичный город» в западном стиле.
После побед Японии над Китаем и Россией, которые принесли Японской империи статус великой державы, британская миссия в Токио была преобразована в посольство в 1905 году. После того, как Великое землетрясение Канто 1923 года нанесло значительный ущерб зданию посольства, было спланировано нынешнее здание посольства, построенное в 1929 году.
В начале войны на Тихом океане в 1941 году дипломатические отношения между Британской империей и императорской Японией были прерваны и посольство в Токио было закрыто. После оккупации Японии в 1945 году комплекс посольства стал береговым учреждением Королевского флота, получившим название HMS Return. В 1946—1952 годы до Сан-Францисского мирного договора Британская миссия связи в Токио выполняла роль дипломатической миссии в Японии. Когда договор вступил в силу 28 апреля 1952 года, британское посольство было вновь открыто.